# Pic Aurora
Le pic Aurora (en anglais : Aurora Peak) est un sommet culminant à 535 mètres d'altitude à l'ouest du glacier Mertz, en Antarctique.
Il a été découvert par l'expédition antarctique australasienne (1911-1914) de Douglas Mawson et ce dernier l'a nommé d'après l'Aurora, le navire de l'expédition.